# 羅斯福鎮區 (明尼蘇達州克羅溫縣)
羅斯福鎮區（英語：Roosevelt Township）是位於美國明尼蘇達州克羅溫縣的一個行政鎮區。此地得名自美國第二十六任總統西奥多·罗斯福。

## 地方資料
羅斯福鎮區的面積為94.15平方千米，當中陸地面積為80.90平方千米，而水域面積為13.25平方千米。根據2020年美國人口普查的數據，當地共有人口582人，而人口密度為每平方千米6.18人。